# 16706 Свойсік
16706 Свойсік (16706 Svojsík) — астероїд головного поясу, відкритий 30 липня 1995 року.
Тіссеранів параметр щодо Юпітера — 3,297.